# Zavalatica
Zavalatica je vesnice a přímořské letovisko v Chorvatsku v Dubrovnicko-neretvanské župě. Nachází se na jižním pobřeží ostrova Korčula a je součástí opčiny města Korčula, od něhož se nachází asi 26 km jihozápadně. Vzhledem k tomu, že je Zavalatica pouze přímořskou částí sídla Čara, které neleží u moře, není, jako u mnoha jiných sídel na ostrově Korčula, znám počet obyvatel. V Čaře a Zavalatici dohromady v roce 2021 žilo 595 obyvatel.
Nachází se zde přístav a několik zátok, jako jsou Žitna, Luka Zavalatica, Vruja a Duboko dance. Zavalatica je silničně spojena pouze s Čarou, sousedními letovisky jsou Brna a Lumbarda.